# Craponne-sur-Arzon

Craponne-sur-Arzon este o comună în departamentul Haute-Loire, Franța. În 2009 avea o populație de 2,156 de locuitori.